# Virág György
Virág György (Kolozsvár, 1944. március 26. –) közéleti vezető, közíró.

## Életpályája
1946-ban, a Székely Színház alapításakor Marosvásárhelyre költöztek, lévén édesapja a színházban dolgozott.
Középiskoláját a hírneves Bolyai Farkas Líceumban végezte, Marosvásárhelyen, egyetemi tanulmányait a temesvári Műszaki Egyetem erősáramú villamos mérnöki szakán teljesítette.
1968-ban a marosvásárhelyi Vasas Kisipari Szövetkezet gyakornoka, később (1974–1978 között) Király Károly munkatársa, mint a Maros Megyei Kisipari Szövetkezetek Szövetségének termelési osztályvezetője.
1990. március 20-án a magyarellenes pogrom idején megválasztották a Maros Megyei Kisipari Szövetkezetek Szövetsége elnökének. Három nappal később pedig egy kormánybizottság javaslatára a Nemzeti Egység Ideiglenes Tanácsa Maros megyei elnökének nevezték ki. Egy hónap múlva, április 23-án pedig megválasztották országos kisipari  tiszteletbeli alelnöknek, akinek a nemzeti  kisebbségi ügyekért kell felelnie.
1992-ben a Maros Megyei Tanács tagjává választották, majd az 1993-ban megalakuló Megyei Tanács alelnöke lett. Két kormányzati mandátumban alelnök, utána pedig elnökké választották, 2000. július 6-án. Ezt a tisztséget 2004-ben való nyugdíjba vonulásáig vállalta.
1995–2001 között a Romániai Magyar Demokrata Szövetségben a Szövetségi Képviselők Tanácsának egyik titkára, az Országos Önkormányzati Tanács tagja volt.
Nyugdíjba vonulása után a Deus Providebit Tanulmányi Ház igazgatója volt, 2009-ig.
2001 októberében a Bernády György-emlékplakettel ismerték el közéleti tevékenységét.
2004-ben Marosvásárhely díszpolgára, cím, melyet 2009-ben, egy magyargyűlölő személy kitüntetése miatt visszaadott.
2005 januárjában a Magyar Köztársaság Lovagkeresztje (polgári tagozat) kitüntetést adományozták neki.
2010-ben, Magyarországra évekkel előbb áttelepült fia és menye hívására, feleségével együtt Budapestre költöztek, hogy az unokák nevelésében segítsenek  fiataljaiknak.

## Írásai
A Marosvásárhelyi Népújság napilapban a kilencvenes évektől kezdődően rendszeresen közölt. Jelentkezett gyermekszínészi emlékeivel az egykori Székely Színház megalapításának ötvenedik évfordulóján (1996), sorozatban közölte a labdarúgó-világbajnokságok történetét is, összehasonlítva egyúttal a magyar és a román válogatottak szereplését a döntő tornákon (1994).
Kötelességének érzi, hogy közéleti szereplése során szerzett tapasztalatait szélesebb körben ismertesse, ezért a Népújság hasábjain sorozatokban számolt be külföldi, szolgálati útjain szerzett élményeiről, társadalmi jelenségektől a közigazgatás megszervezéséig számos témában jelentek meg írásai.
Nyugdíjba vonulása után, a Népújság felkérésére, rendszeresen közölt cikkeket, ezek többnyire megemlékezések vagy véleményként megfogalmazott viszonyulások az éppen időszerű kérdésekben.
Napló címmel megjelent írása a csíkszeredai Pro Print Kiadónál 2011 márciusában jelent meg. A könyv azoknak a jegyzeteknek nyomtatott változata, amelyet kézzel írt naplójában rögzített 1988. december elseje és 2004. június vége között, amikor nyugdíjba vonult. A Napló  kézírásos változatát lefényképezte, és a kolozsvári székhelyű Jakabffy Elemér Alapítványnál letétbe helyezte.